# Laonice nuchala
Laonice nuchala är en ringmaskart som beskrevs av Blake in Blake, Hilbig och Scott 1996. Laonice nuchala ingår i släktet Laonice och familjen Spionidae. Inga underarter finns listade i Catalogue of Life.